# Лейк-Самнер (Нью-Мексико)
Лейк-Самнер (англ. Lake Sumner) — переписна місцевість (CDP) в США, в окрузі Де-Бака штату Нью-Мексико. Населення — 72 особи (2020).

## Географія
Лейк-Самнер розташований за координатами 34°38′40″ пн. ш. 104°23′24″ зх. д. / 34.64444° пн. ш. 104.39000° зх. д. (34.644360, -104.390050).  За даними Бюро перепису населення США в 2010 році переписна місцевість мала площу 177,28 км², з яких 161,03 км² — суходіл та 16,26 км² — водойми.

## Демографія
Згідно з переписом 2010 року, у переписній місцевості мешкали 143 особи в 68 домогосподарствах у складі 41 родини. Густота населення становила 1 особа/км².  Було 228 помешкань (1/км²).
Расовий склад населення:
| - 93,7 % — білих - 1,4 % — корінних американців - 0,7 % — азіатів |

До двох чи більше рас належало 3,5 %. Частка іспаномовних становила 25,2 % від усіх жителів.
За віковим діапазоном населення розподілялося таким чином: 16,8 % — особи молодші 18 років, 53,8 % — особи у віці 18—64 років, 29,4 % — особи у віці 65 років та старші. Медіана віку мешканця становила 55,8 року. На 100 осіб жіночої статі у переписній місцевості припадало 113,4 чоловіків;  на 100 жінок у віці від 18 років та старших — 108,8 чоловіків також старших 18 років.
За межею бідності перебувало 35,5 % осіб, у тому числі 44,1 % дітей у віці до 18 років та 27,3 % осіб у віці 65 років та старших.
Цивільне працевлаштоване населення становило 36 осіб. Основні галузі зайнятості: освіта, охорона здоров'я та соціальна допомога — 52,8 %, мистецтво, розваги та відпочинок — 36,1 %, транспорт — 11,1 %.